# Château de la Lune
Het château de la Lune (Nederlands: Maankasteel) is een karakteristiek herenhuis in art-nouveaustijl, gebouwd in 1896of 1900 met veelkleurige bakstenen en stenen versieringen. Het is gelegen op de hoek van de Rue Gallice en de Rue de Sézanne, tegenover de overdekte markt op Place René Cassin in Épernay, Marne. Het werd gebouwd op de plaats van een ander gebouw dat een jaar eerder was gesloopt. 
De Sparnaciaanse architect Henry Clouet ontwierp twee loodrecht op elkaar staande gebouwen die in elkaar grijpen ter hoogte van de circulatieruimtes en een toren met daarin de vestibule en het trappenhuis. Het gekozen plan, evenals gevelelementen zoals de zwaar bewerkte dakkapellen en het balkon op de tweede verdieping, of het brede hoofdgestel, verwijzen duidelijk naar de neogotische stijl, die destijds ook in zwang was; terwijl de combinatie van het rood en geel van de baksteen met het wit van de steen en de sculpturen kenmerkend is voor de zich ontwikkelende art nouveau-stijl.
Dit gebouw werd gefinancierd en vervolgens door een notaris aan Léonie Pasquier geschonken als teken van liefde, wat haar er niet van weerhield vier jaar later met een andere man te trouwen. De burgerij van die tijd zou het het "huis van de Maan" hebben genoemd, om te insinueren hoe de dame het zou hebben verworven.
De gebeeldhouwde ornamenten zijn van Pierre of Paul Berton uit Reims. Hoewel ze de lichtheid en finesse van het werk van Léon Binet missen, zijn ze typisch voor de art nouveau.
Een prachtige poort geeft toegang tot het geheel. Het ijzerwerk is afkomstig uit de werkplaatsen van Fourni en Montaudon.

## Galerij

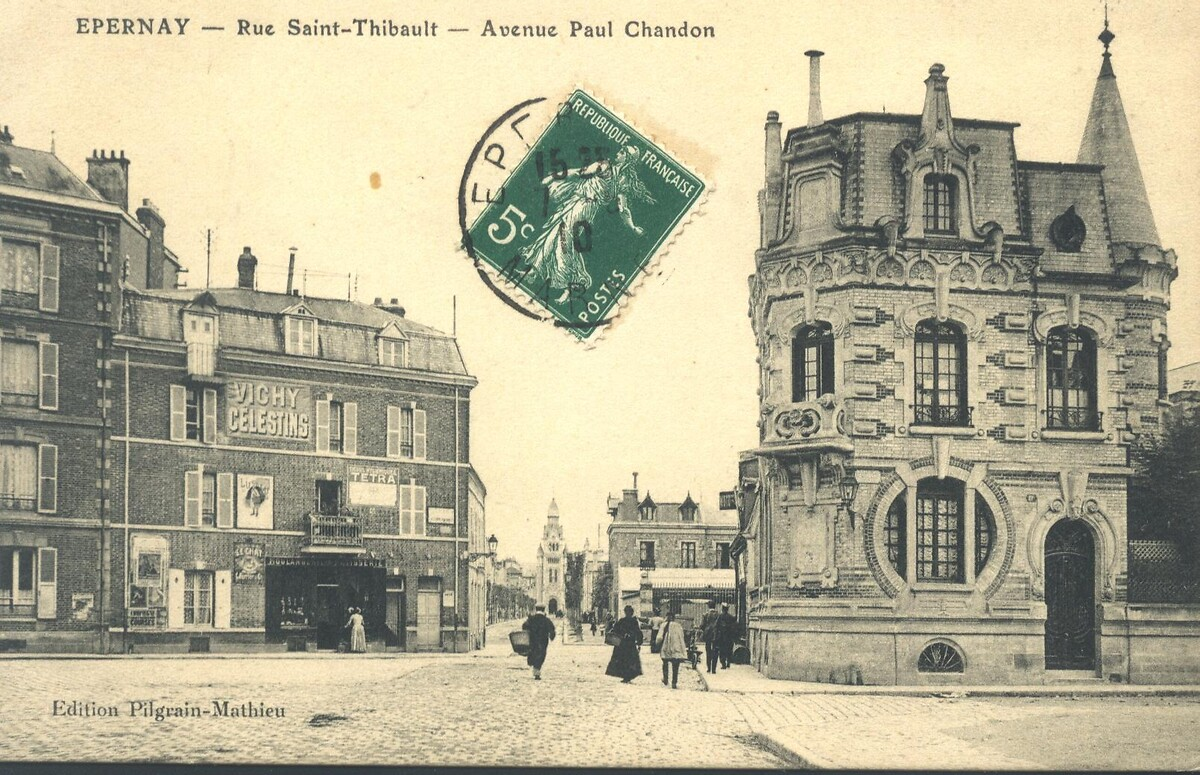
Op een oude kaart